# خانه احمد علی فرامرزی
خانه احمد علی فرامرزی مربوط به دوره معاصر است و در شهرستان فومن، شهرک تاریخی ماسوله واقع شده و این اثر در تاریخ ۲۵ اسفند ۱۳۸۰ با شمارهٔ ثبت ۵۲۰۵ به‌عنوان یکی از آثار ملی ایران به ثبت رسیده است.